# Década de 1960 em Angola
A década de 1960 em Angola foi marcada pela Guerra de Independência (1961-1975). A polícia Portuguesa prendeu Agostinho Neto, do MPLA e futuro Presidente de Angola (1975-1979), em 1960, pela terceira vez. Os Delegados discutiram o direito de de auto-determinação da província de Cabinda em relação a Angola na 4ª Comissão das Nações Unidas sobre a descolonização, em Nova Iorque, em 1962. Cabinda tornou-se membro da Organização de Unidade Africana (OUA) como a 39ª país  colonizado em 1964.

## Economia
A indústria Angolana cresceu a uma taxa média anual de 17% na década de 1960 à medida que os Europeus iam tomando as terras dos nativos e devido ao aumento da produção minério. As exportações minerais dobraram entre 1965 e 1970, para 170 milhões de libras. No distrito do Huambo, entre 1968 e 1970, a terra detida por brancos mais do que duplicou de 249 039 hectares para 526 270 hecters. As terras detidas por nativos diminuiu 36,5%. A salário do Africano médio diminuiu de 98,00 dólares americanos para $35,00 entre 1964 e 1970. A produção de petróleo português começou na bacia do Congo na década de 1960, e no enclave de Cabinda, em 1968. Agora, a indústria de petróleo é o motor da economia Angolana.